# Neuromarketing
 (juin 2018).

Schéma de neuromarketing : du stimulus visuel à la représentation mentale.

Le neuromarketing ou la neuromercatique est l’application des neurosciences cognitives au marketing et à la communication.
Cette discipline émergente cherche à mieux comprendre, prédire ou modifier les émotions, choix, goûts, aversion et comportements des consommateurs, grâce à l'identification des mécanismes neuronaux et des zones cérébrales activées ou désactivées lors d'un acte de choix, d'achat (raisonné ou impulsif) ou face à une publicité, un emballage, une page internet, etc.
Le neuromarketing désigne deux concepts étroitement liés :
- l'étude, via les neurosciences, du fonctionnement du cerveau humain lorsque soumis à des stimuli qui peuvent être des logos de marques, des produits, des sons, des goûts, des odeurs, des images ou des publicités.
- l'amélioration des outils de persuasion du consommateur.

Peu après son apparition, le neuromarketing a suscité des controverses concernant le caractère non éthique de tout ou partie de ses usages (en particulier à propos de la participation de cobayes humains, de patients, de médecins et d’autres professionnels de la santé). Ses détracteurs lui reprochent de permettre de manipuler le comportement des consommateurs à leur insu, en activant des mécanismes profonds et inconscients du cerveau, ce qui pose des problèmes de  bioéthique, de conflits d’intérêts pour les chercheurs associés, et des questions d’éthique pour les entreprises qui utiliseraient le neuromarketing). Des chercheurs pourraient y voir une sources de moyens financiers pour leurs études sur la connaissance du cerveau, qui pourraient conduire à des progrès dans les domaines de la psychiatrie et de la psychologie. Mais la plupart des études sont faites pour des entreprises privées  sous le sceau de la confidentialité, comme l’a notamment montré un documentaire fait par Cash Investigation en Europe et aux États-Unis.

## Éléments de définition
En 2010, dans la revue de psychiatrie d’Harvard, Fisher, Chin, & Klitzman, co-auteurs Auteur[pas clair] d’une enquête exploratoire basée sur les contenus des sites Web de neuromarketing  notent qu’il existe des définitions contradictoires du neuromarketing et qu'on « en sait peu sur les pratiques réelles des entreprises, des médecins et des scientifiques impliqués dans sa pratique », alors que de nombreuses entreprises s’étaient déjà développées dans ce domaine, souvent en s’appuyant sur des universitaires et des professionnels, mais rarement en dévoilant le nom de leurs clients ou leurs honoraires.
Côté chercheurs, certains définissent le neuro marketing comme un domaine essentiellement scientifique (plutôt que d’intérêt commercial). Ainsi Lee et ses collègues ont défini le neuromarketing comme un champ universitaire: «un domaine d'étude valide» et pas simplement «l'application de techniques de neuroimagerie pour vendre des produits». L’effort de Recherche semble cependant surtout supporté par le secteur privé. Inversement Hubert et Kenning voient le neuromarketing comme une activité commerciale plutôt que comme un domaine universitaire. Ils proposent que le domaine plus large de la recherche neuroscientifique sur les consommateurs (ce que Lee et ses collègues appellent le neuromarketing) soit nommé   «neurosciences du consommateur», et que le neuromarketing soit plus étroitement utilisé pour désigner « l'application de ces résultats dans le cadre de la pratique managériale».
Côté entreprises, celles qui affirment que leurs activités relèvent du neuromarketing n'ont pas publié leurs résultats dans des revues à comité de lecture.

## Histoire
À la fin du XXe siècle, divers sociétés commerciales ont soutenu financièrement de nombreux travaux utilisant l'encéphalographie et d'autres outils de neurophysiologie, pour développer le marketing grâce à une meilleure compréhension des réponses comportementales inconscientes face à la publicité ou au programmation télévisuelle par exemple,.
En 1998, Gerald Zaltman et Stephen Kosslyn, deux professeurs de l'université Harvard ont déposé un brevet pour « la neuroimagerie comme outil de marketing »; mais Zaltman s'est rapidement concentré sur une technique dite « Zaltman Metaphor Elicitation » basée sur une interview structurée plutôt que sur l'imagerie du cerveau. Kosslyn semble de son côté avoir attendu 2008 pour se réintéresser au sujet, en intégrant le conseil consultatif d'une société appelée NeuroFocus,. Cette même année 1998 Dehaene et al. mettent en évidence un effet facilitateur (temps de décision raccourci si deux stimuli successifs induisent la même décision au terme du second stimulus), aussi bien par IRMf qu'électro-encéphalographie. Dans un contexte de prise de décision économique, des stimuli bien choisis pourraient dès lors, peut-être, avoir une influence non négligeable. Ces perspectives sont à la base de l'intérêt des milieux marketing pour les études neuronales au début des années 2000.
Avant cela, des sujets proches avaient été étudiés par des universitaires, dont en neuroéconomie,,.
Le terme « neuromarketing » est apparu au début des années 2000. Cette approche est née des recherches du docteur Read Montague (en), chercheur à l'université Baylor (Texas). D'autres chercheurs, tant en économie qu'en gestion et marketing, avaient déjà tenté d'intégrer des données neuroscientifiques à leurs paradigmes théoriques. L'expérimentation neurologique est souvent complexe, coûteuse et de facto réservée en priorité aux études pathologiques : les techniques les plus légères (électro-encéphalographie) sont dès lors les plus couramment utilisées. Les biais introduits par les méthodologies expérimentales imposées par les appareils de mesure actuels limitent la pertinence des résultats obtenus, qui se limitent pour le moment à la mise en évidence de mécanismes décisionnels généraux et à la mesure de préférences spontanées.
L'utilisation publique du mot neuromarketing semble dater de 2002, d'une part par Smidts dans un discours inaugural à l’Institut de gestion Erasmus, et d'autre part outre-atlantique dans un communiqué de presse de l'institut BrightHouse Institute for Thought Sciences basée à Atlanta, qui, après avoir testé en IRM les réponses cérébrales de volontaires face à des aliments, publicités, modèles de voitures et d'« autres catégories de sujets » annonçait mettre en place une entreprise baptisée BrightHouse Neurostrategies utilisant l'IRMf au service de la Recherche sur le marketing. « Imaginez être en mesure d’observer et de quantifier la véritable réponse d’un consommateur à quelque chose sans l’influence de la pensée de groupe ni d’autres préjugés qui affaiblissent les approches de recherche actuelles » expliquait dans le communiqué Brian Hankin (President of Thought Sciences). Selon l'entreprise le neuromarketing allait permettre au Marketing d'être plus performant, mais aussi permettre de mieux comprendre pourquoi des campagnes utiles (contre le tabac, l'alcool ou d'autres drogues par exemple) étaient si peu efficaces.
Divers acteurs et en particulier l'organisation de consommateurs américaine Commercial Alert ont immédiatement reproché à cette entreprise de mettre des moyens non éthiques au service de la publicité, en particulier pour les entreprises de la malbouffe, et avec un conflit d'intérêts avec l'université Emory, qui était à l'origine de cette division commerciale nouvelle, avec au moins un professeur de psychiatrie, et la mobilisation du matériel de l'université.- et ils ont rapidement demandé au Bureau fédéral de la protection de la recherche humaine et au Sénat américain d'enquêter sur les recherches de BrightHouse Le site Web de BrightHouse Neurostrategies a été rapidement fermé.
En 2004, McClure et al. conduisent une étude aux résultats largement relayés dans les médias sur les préférences implicites et explicites de consommation entre deux marques de sodas (Pepsi et Coca-Cola). Par deux tests, le premier consistant en une dégustation de deux échantillons différents sans connaissance des deux marques, le second consistant en une dégustation de deux échantillons avec connaissance d'une des deux marques seulement (ce second test étant répété deux fois, pour les deux marques), les chercheurs mettent en évidence l'influence de la marque sur l'appréciation explicite du produit par les consommateurs. Sans connaissance des marques, ou en connaissance de la marque Pepsi, ils ne montraient statistiquement pas de préférence notable pour l'un ou l'autre des deux échantillons. Lorsqu'ils savaient être en train de boire du Coca-Cola, une nette préférence pour ce soda était exprimée. Dans le premier cas, c'est essentiellement le putamen qui était actif (valeurs gustatives, plaisir). Dans le second cas, en plus de deux parties du cortex préfrontal dénommées en fonction de leur emplacement anatomique (le cortex préfrontal ventromédian et le cortex préfrontal dorsolatéral), l'hippocampe et le tronc central étaient actifs, tandis que le putamen était nettement en retrait. Les deux types de réponse constituant des comportements objectifs au sens des réflexes neurologiques, cette étude mettait en évidence l'influence de la mémorisation et de la marque Coca-Cola.
Ce concept a notamment été développé par les chercheurs d'ILISI[réf. nécessaire].

## Principes et fonctionnement
Le neuromarketing présente deux types d'applications :
1. Application des connaissances sur le fonctionnement cérébral pour rendre plus efficace la communication quels que soient son format (papier, audiovisuelle, etc.) et son but (publicité, information, etc.). Ceci vise à améliorer les caractéristiques soit de l'outil soit de sa diffusion (neuroplanning).
2. Utilisation d'outils de mesure de l'activité cérébrale (tel l'électro-encéphalographie (EEG), l'IRM fonctionnelle, l'IRM de diffusion, l'Imagerie spectroscopique proche infrarouge) ou de l'activité physiologique (conductance cutanée, électromyographie, oculométrie, mesures psychophysiques comme la dilatation pupillaire, etc.) dans une visée marketing. Ces outils permettraient, par exemple, de mesurer les niveaux d'attention et d'émotion générées par un spot de publicité en évitant certaines limites des méthodes dites déclaratives basées sur l'interrogation du consommateur.
  - L'avantage de l'EEG tient à sa portabilité et à sa précision temporelle qui permet de suivre l'activation cérébrale tout au long de la publicité. Sa faible précision spatiale ainsi que son impossibilité d'enregistrer des régions profondes du cerveau sont les limites dans son utilisation.
  - L'IRMf permet d'observer l'ensemble des zones du cerveau susceptibles d'être activées avec en plus une très grande précision anatomique (de l'ordre du millimètre). Ses limites se situent au niveau de la précision temporelle et de l'impossibilité d'effectuer des mesures dans un environnement réel, par exemple sur les lieux d'achat.

## Applications
Les différentes techniques d'imagerie médicale auxquels cette nouvelle discipline fait appel permettent d'enregistrer la réponse cérébrale d'un agent économique dans certaines situations, telles que le visionnement d'une publicité, le test de produits concurrents, l'acte d'achat, en présence ou non de musique, en situation réelle, etc. L'imagerie par résonance magnétique fonctionnelle (ILISI) et l'électro-encéphalographie (FST) sont notamment mises à contribution pour cerner les mécanismes neurologiques liés à la préférence, l'attention, la mémorisation et les émotions qui peuvent induire la décision de vente actuelles.
Le neuromarketing explore les aspects neurologiques des traits de personnalité correspondant à la confiance accordée, et à une impulsivité d'achat plus ou moins élevée. Certains acheteurs sont naturellement plus méfiants ou prudents, et à leur opposé les acheteurs ayant des degrés d'impulsivité élevés sont dits acheteurs hédoniques,. Les régions du cerveau les plus associée à la confiance et à l'impulsivité d'achat sont le striatum dorsal, le cingulaire antérieure, le cortex préfrontal dorsolatéral et le cortex insula.

## Efficacité discutée
De plus alors que peu d’études sont publiées et évalués par les pairs, les assertions de ces entreprises sur la capacité des neurosciences à prédire le comportement des consommateurs afin de le guider ou de le manipuler étaient encore difficiles à prouver.
Selon Poldrack en 2011, de nombreuses zones du cerveau sont très fréquemment et fortement sollicitées, ce qui signifie qu'elles sont impliquées dans de nombreux processus ; on ne peut donc pas déduire que leur activation est une preuve certaine d'un engagement de la personne dans un processus de choix ou d'achat,.
Selon Courbet et Benoit (2013), le neuromarketing  est un « coup marketing » à l'utilité douteuse qui ne possède pas une utilité pratique en tant qu'outil d'aide à la décision et à l'amélioration de l'efficacité des pratiques de communication. Mais il garde son utilité symbolique sur les représentations sociales de l'organisation. L'image de marque joue un rôle important.

## Études et perspectives
Le neuromarketing semble appelé à se développer. À ce jour plusieurs études mettent en évidence le rôle important de la mémorisation inconsciente dans l’acte d’achat, mais le lien entre préférences spontanées et mémoire n’a pas encore été découvert.
Le neuromarketing pourrait donner des indications sur la manière d'améliorer la mémorisation et ainsi les préférences, ce qui suppose de quantifier efficacement la mémorisation d'actes publicitaires ou commerciaux. (Divers moyens sont utilisés pour faire se remémorer un message commercial, parmi lesquels le son, l'odeur ou l'image animée) Toutefois, « se souvenir » n'est pas « acheter » et pour les publicitaires, l'enjeu reste d'associer à une préférence conditionnée, une intention d'achat « effective ».
Un autre développement du neuromarketing se base sur la comparaison entre les effets de deux marques, de deux produits ou de deux spots de publicité. On peut ainsi voir d’une part les ressentis propres à l’objet et d’autre part ce qui le distingue de la concurrence, selon l'ouvrage Buyology – Truth and Lies About Why We Buy (en) du consultant Martin Lindstrom à partir de résultats de la plus grande étude de neuromarketing menée de 2004 à 2007 sur 2 081 personnes.
Le neuromarketing qui permet d’obtenir des réponses fiables car fondées sur plusieurs travaux scientifiques a pour principal lobby l'association The Neuromarketing Science & Business Association.

## Risques de dérive, critiques et questions éthiques
Un risque notamment évoqué est celui d'utiliser la science pour manipuler, ponctuellement ou durablement les enfants, particulièrement vulnérables et susceptibles d'entrainer leurs parents à des actes d'achats inconsidérés, sujet notamment mis en avant en France par un reportage de Cash Investigation.
Droulers et Roullet, chercheurs en neurosciences cognitives, distinguaient en 2006 deux éclairages épistémologigues dans le neuromarketing encore émergent : il peut être réduit à ses applications mercantiles et ne constituer aux yeux de la communauté scientifique qu'un réinvestissement de techniques médicales ; ou il peut être envisagée comme une participation à « l'élargissement et à l'accumulation des connaissances relatives aux relations esprit-cerveau, tout en conservant parallèlement une finalité pratique dans la vie des affaires. » Cette distinction met en lumière le débat sur l'éthique associée au neuromarketing. Droulers et Roullet [2006] estiment que « le fait d'observer (au niveau macroscopique) n'a jamais influé ou modifié le sujet d'observation. Affirmer que la découverte de certaines activations cérébrales sous certains stimuli commerciaux est le premier pas vers une manipulation pure et simple, relève de l'affabulation ou de l'ignorance ».
Inversement, des organisations de protection du consommateur comme le « Center for Digital Democracy » (CDD) ont largement critiqué le neuromarketing en raison de son caractère invasif et des problèmes d'éthique qu'il pose. Jeff Chester, le directeur exécutif de l'organisation affirme que le neuromarketing « a un effet sur les individus, effet dont l'individu n'est pas informé ». L'objectif recherché est évidemment d'augmenter la consommation citoyenne, en ne considérant toutefois plus sa capacité de jugement mais sa réceptivité à un stimulus, lui retirant ainsi la rationalité de ses besoins. Utiliser la recherche neuronale dans le but d'influencer les choix des consommateurs est donc comparable à une forme de manipulation mentale plus poussée que les publicités conventionnelles et que dire du neuromarketing amoureux avec tous ses débordements.
Certains chercheurs, comme Didier Courbet, ont également porté la critique à deux niveaux. Premièrement, l'utilité concrète du neuromarketing pour les entreprises resterait très limitée. Deuxièmement, le neuromarketing (et les organisations commerciales qui l'utilisent) cherchant à influencer, sans que les citoyens en aient conscience, les désirs en amont de l'achat, cherche de facto à réduire leur liberté de choix. Or, si les sociétés se veulent démocratiques, les citoyens se doivent d'être informés des tentatives de manipulation, notamment via les médias de masse, dont ils font l'objet. L'usage même du neuromarketing devrait donc être soumis à un large débat public et démocratique, plutôt que d'être utilisé en catimini par de grands groupes industriels et commerciaux dans le but d'accroître leurs profits en réduisant la liberté de choix des consommateurs. Dans un même sens, des chercheurs et universitaires appellent, depuis plusieurs années, à des débats sur l’éthique de ces pratiques. Par exemple, dans LeMonde.fr du 26 juin 2012, un collectif de chercheurs demande « un débat le plus large possible sur la présence de la publicité [visant à activer les automatismes cognitifs] dans l’espace public », la liberté d’expression ne devant pas aller « sans une autre liberté complémentaire de la première : la liberté de non-réception », chaque citoyen devant in fine pouvoir « choisir où et quand il souhaite accéder à de l’information publicitaire ».

### Vidéographie
- « Neuromarketing, votre cerveau les intéresse » : volet de la série d'enquêtes journalistique Cash Investigation, diffusé initialement sur France 2 en 2012